# Replotbron

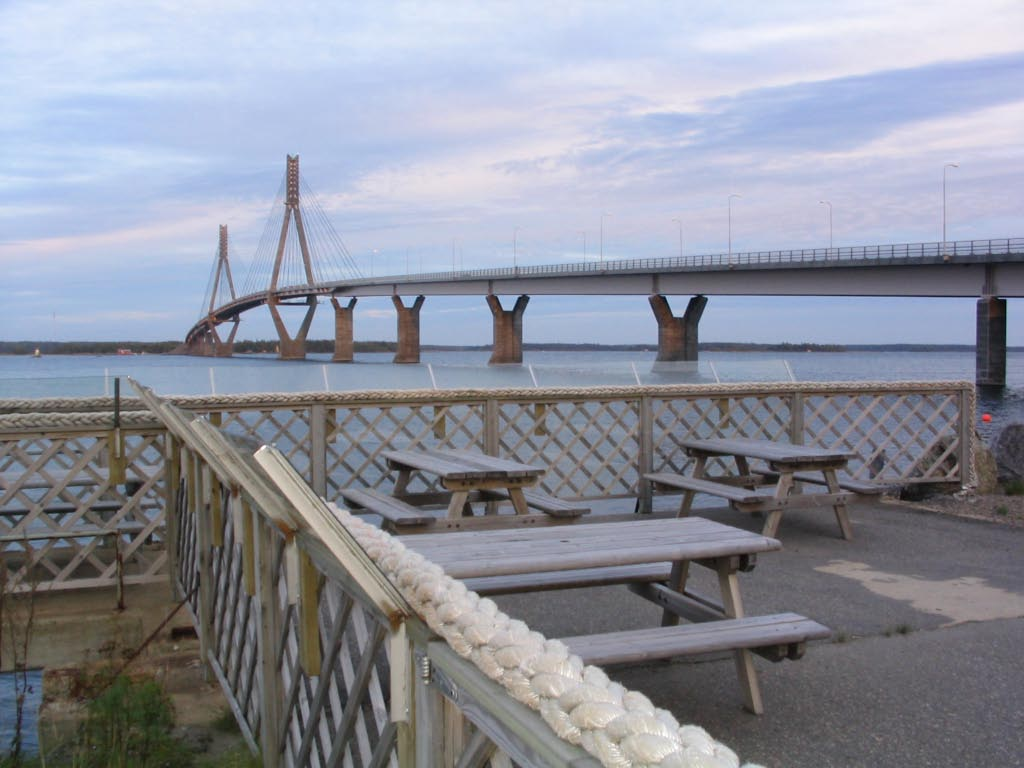
Replotbron sedd från väster från Replot.

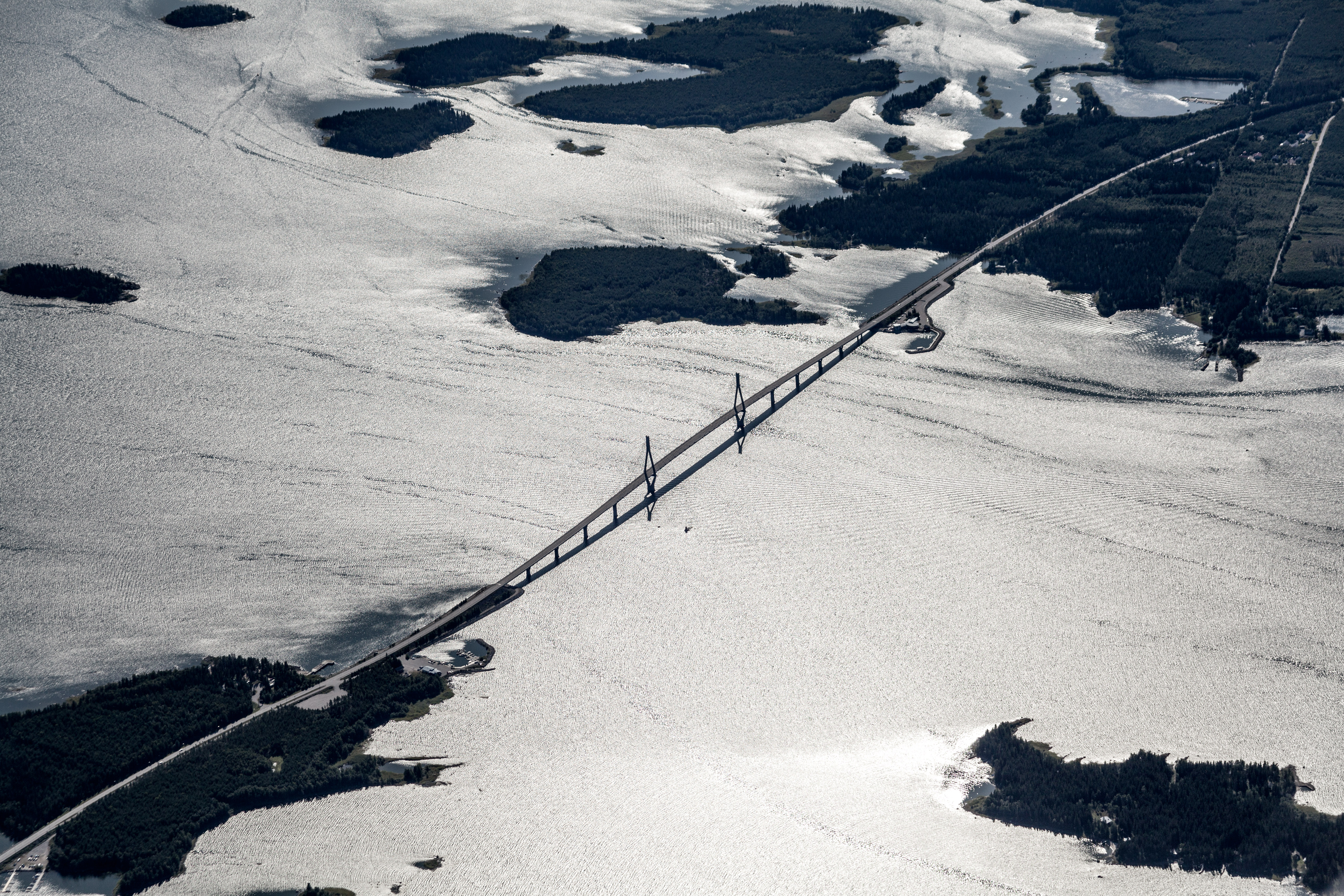
Replotbron från nordost.

Replotbron är en snedkabelbro som förbinder ön Replot i Korsholm med fastlandet. Bron är en vägbro på väg nummer 724 från Vasa till Replot. Den är med sina 1 045 meter Finlands längsta bro.
Huvudspannet mellan de två pylonerna är 250 meter långt och pylonerna reser sig 82,5 meter över havsytan. Den segelfria höjden är 26 meter. Bron är 12 meter bred med en 8,25 meter bred körbana och en 3,75 meter bred gång- och cykelväg i norra kanten.
Bron invigdes 27 augusti 1997 av Finlands president Martti Ahtisaari och Islands president Ólafur Ragnar Grímsson. Replotbron efterträdde Tähtiniemi bro i Heinola som Finlands längsta bro, men Tähtiniemi bro är fortfarande den till ytan största bron i Finland.

## Historia
Vasa väg- och vattenbyggnadsdistrikt inledde år 1952 regelbunden trafik mellan fastlandet och Replot. Till en början skedde trafiken med en frigående färja över ett cirka tre kilometer långt färjpass. Den första färjan Replot I hade en lastkapacitet på 50 ton. Redan åtta år efter att Replot I sattes i trafik hade antalet fordon femdubblats och en större färja med lastkapacitet på 90 ton togs i bruk, Replot II. Dessa färjor fungerade inte särskilt bra i svåra isförhållanden och så snart isen blev tillräckligt stark vintertid plogades isvägar, men det blev ändå tillfällen utan vare sig fungerande isväg eller färja. 1965 gjordes en första officiell anhållan till Väg- och vattenbyggnadsstyrelsen om en projektering av en vägbank och bro mellan Replot och fastlandet. I november 1969 började Havsfågeln-Merilintu trafikera rutten, och 1974 fraktades närmare 159 000 fordon över färjpasset. Planeringen av en bro visade dock på alltför höga kostnader och 1975 byggdes en vägbank till Fjärdskär och färjpasset förkortades till 750 meter. Sträckan trafikerades fram till 1997 av två vajerfärjor. År 1994 uppgick antalet fordon till en halv miljon. Trots att trafiken mestadels fungerade tillfredsställande arbetade lokala politiker hela tiden med siktet inställt på en fast förbindelse. 1980 inledde Väg- och vattenbyggnadsdistriktet en utredning som byggde på två huvudalternativ: en utveckling av färjeförbindelsen eller byggande av en fast förbindelse. Utredningen sändes 1981 för utlåtande till berörda myndigheter, kommuner och organisationer. Utredningsplanen som var färdig 1987 förutsatte att en fast vägförbindelse skulle förverkligas. Den 28 juni 1994 fastställde Vägverkets centralförvaltning vägplanen för förbättring av landsvägen Vasa-Björköby genom byggandet av Replotbron.

## Konstruktion
- Byggherre: Vasa Vägdistrikt
- Konstruktionsplanering: Suunnittelu Kortes AEK Oy
- Huvudentreprenör: Polar-Rakennus Oy

Replotbron är byggd i tre skilda sektioner. Sammanlagt 13 massiva betongstöd, två landfästen, nio mellanstöd och två pyloner bär upp bron. Ett kraftigt fackverk av stålbalkar utgör bärande konstruktion för brolocket. Den centrala delen av bron utgörs av kabelsektionen som omfattar tre brospann. Brospannen bärs upp av grova stålkablar, de längsta är 127 meter med en diameter på 160 millimeter och de kortaste 44 meter med en diameter på 110 millimeter. De grövre kablarna innehåller 197 stycken 7 millimeter grova ståltrådar medan de klenare kablarna endast har 54 trådar. 32 kablar på vardera sida håller upp bron. Hela kabelsektionen är 440 meter, de två sidospannen har en spännvidd på 95 meter medan spännvidden på det mittersta spannet är 250 meter. På fastlandssidan är avståndet från landfästet till kabelsektionens början 270 meter och på replotsidan 320 meter. Mittsektionen består av 3 gånger 4 meter stora betongelement som placerats direkt på stålkonstruktionen. Utanför kabelsektionen är brolocket platsgjutet.
Vattendjupet vid bron varierar från 6 till 16 meter från medelvattenståndet. På norra sidan av pyloner och mellanstöd finns i vattennivåhöjd konstruktioner för brytning av ismassor som kan belasta stöden i samband med islossning. Vid de två pylonerna finns även undervattensöar som utgör påseglingsskydd för sjötrafiken. Under den bärande stålkonstruktionen på det mittersta kabelspannet finns vindavvisningsplåtar som reducerar vindens inverkan på bron.